# Ismael Fuentes
Ismael Ignacio Fuentes Castro (Villa Alegre, 1981. augusztus 4. –) chilei válogatott labdarúgó.
A chilei válogatott tagjaként részt vett a 2004-es és a 2007-es Copa Américán, illetve a 2010-es világbajnokságon.

## Sikerei, díjai
Universidad Católica
- Chilei bajnok (1): 2010